# Gorīzān-e Pā'īn
Gorīzān-e Pā'īn (persiska: گریران سفلی, Gorīrān-e Soflá, گریزان پائین) är en ort i Iran.   Den ligger i provinsen Lorestan, i den västra delen av landet, 400 km sydväst om huvudstaden Teheran. Gorīzān-e Pā'īn ligger 1 616 meter över havet och antalet invånare är 394.
Terrängen runt Gorīzān-e Pā'īn är kuperad åt nordost, men åt sydväst är den platt.Runt Gorīzān-e Pā'īn är det ganska tätbefolkat, med 72 invånare per kvadratkilometer. Närmaste större samhälle är Aleshtar, 4,8 km sydost om Gorīzān-e Pā'īn. Trakten runt Gorīzān-e Pā'īn består till största delen av jordbruksmark.